# الیزابت هافمن (بازیگر)

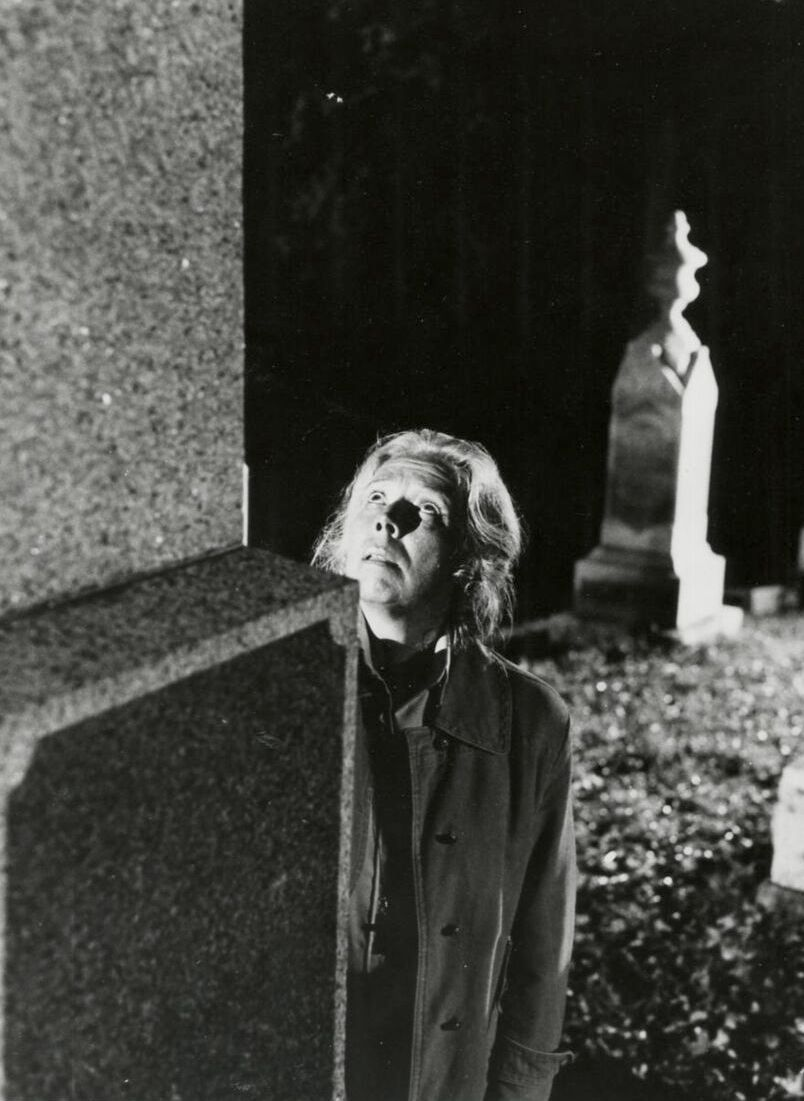
الیزابت هافمن سر فیلم

الیزابت هافمن (به انگلیسی: Elizabeth Hoffman) (۸ فوریه ۱۹۲۷ - ۲۱ اوت ۲۰۲۳) بازیگر آمریکایی بود.
از فیلم‌های معروف او می‌توان به فیلم قله دانته اشاره کرد.